# Knock Knock
A Knock Knock Monica amerikai énekesnő második kislemeze negyedik, After the Storm című stúdióalbumáról. A dal részleteket tartalmaz az 1976-ban megjelent It’s a Terrible Thing to Waste Your Love című dalból, amit Lee Hatim írt és a The Masqueraders adott elő. A Knock Knock, ami dupla A-oldalas kislemezként is megjelent a Get It Off című számmal, csak mérsékelt sikert aratott.

## Felvételek
A Knock Knock egyike volt annak a három új dalnak, aminek Missy Elliott volt a producere. Elliottot a J Records vezetője, Clive Davis kérte fel, hogy dolgozzon Monicával, miután Elliott albuma, az Under Construction 2002-ben sikert aratott, Monica All Eyez on Me-jének megjelenését pedig elhalasztották. A dalt a miami Goldmind stúdióban vették fel, és az album első kislemezdala folytatásának szánták. „A Knock Knock szinte a So Gone folytatása… amiben azt mondom, hogy jó, átmentünk mindezen, most ideje, hogy takarodj.” – jelentette ki Monica az MTV Newsnak adott interjújában a 2003-as BET Awards díjkiosztón. „[Missy] nem fél semmitől. Mikor bemegy a stúdióba, azzal a szándékkal teszi, hogy kreatív legyen és valami újat adjon. Abszolút nem érdekli, mi a trend. És ezzel ő teremti a trendet.”
A dal végső változatának elkészítéséhez Elliott Kanye West segítségét kérte. West ötlete volt, hogy használják fel a The Masqueraders 1976-os It’s a Terrible Thing to Waste Your Love című dalát, amiből ő is felhasznált egy részletet Apologize című demófelvételében, melyet végül 2005-ben adott ki Freshmen Adjustment című mixtape-én. West a dal egyik remixén is közreműködött.

## Videóklip és remixek
A dal videóklipjét Chris Robinson rendezte, producere Dawn Rose volt a Partizan Entertainmenttől. Miamiban forgatták különböző helyszíneken 2003 júliusának közepén és végén. A klip az előző videóklip, a So Gone folytatása. Ebben is Derek Luke játssza Monica barátját. A klipben van egy részlet az ugyanebben az időben megjelentetett Get It Off című dalból is.
A Knock Knock videóklip világpremierjére 2003 júliusában került sor. Számos videóklipslágerlistán jól szerepelt, a BET 106 & Parkjában a 3. helyet érte el.
Hivatalos remixek, változatok listája
- Knock Knock (Remix feat. Kanye West)
- Knock Knock (Dyno Remix)
- Knock Knock (Trife Wiz Remix)
- Knock Knock (Planet Funk Posillipo Mix)

## Számlista
CD maxi kislemez (USA; promó)
1. Knock Knock (Radio Edit)
2. Knock Knock (Album Version)
3. Knock Knock (Instrumental)

DVD kislemez (USA)
1. Knock Knock/Get It Off (videóklip)
2. So Gone (videóklip)
3. Knock Knock (Live Video from Session@AOL)

12" maxi kislemez (USA)
1. Get It Off (That Kid Chris Gets U Off Mix) – 8:15
2. Knock Knock (Planet Funk Posillipo Mix) – 8:46

## Helyezések
| Slágerlista (2003)                    | Legmagasabb helyezés |
| ------------------------------------- | -------------------- |
| USA Billboard Hot 100                 | 75                   |
| USA Billboard Hot R&B/Hip-Hop Singles | 24                   |